# Barsine takamukui
Barsine takamukui é uma traça (mariposa) da família Erebidae. Foi descrita por Shōnen Matsumura em 1927. E endémica de Taiwan.